# Doornsteeg (wijk)

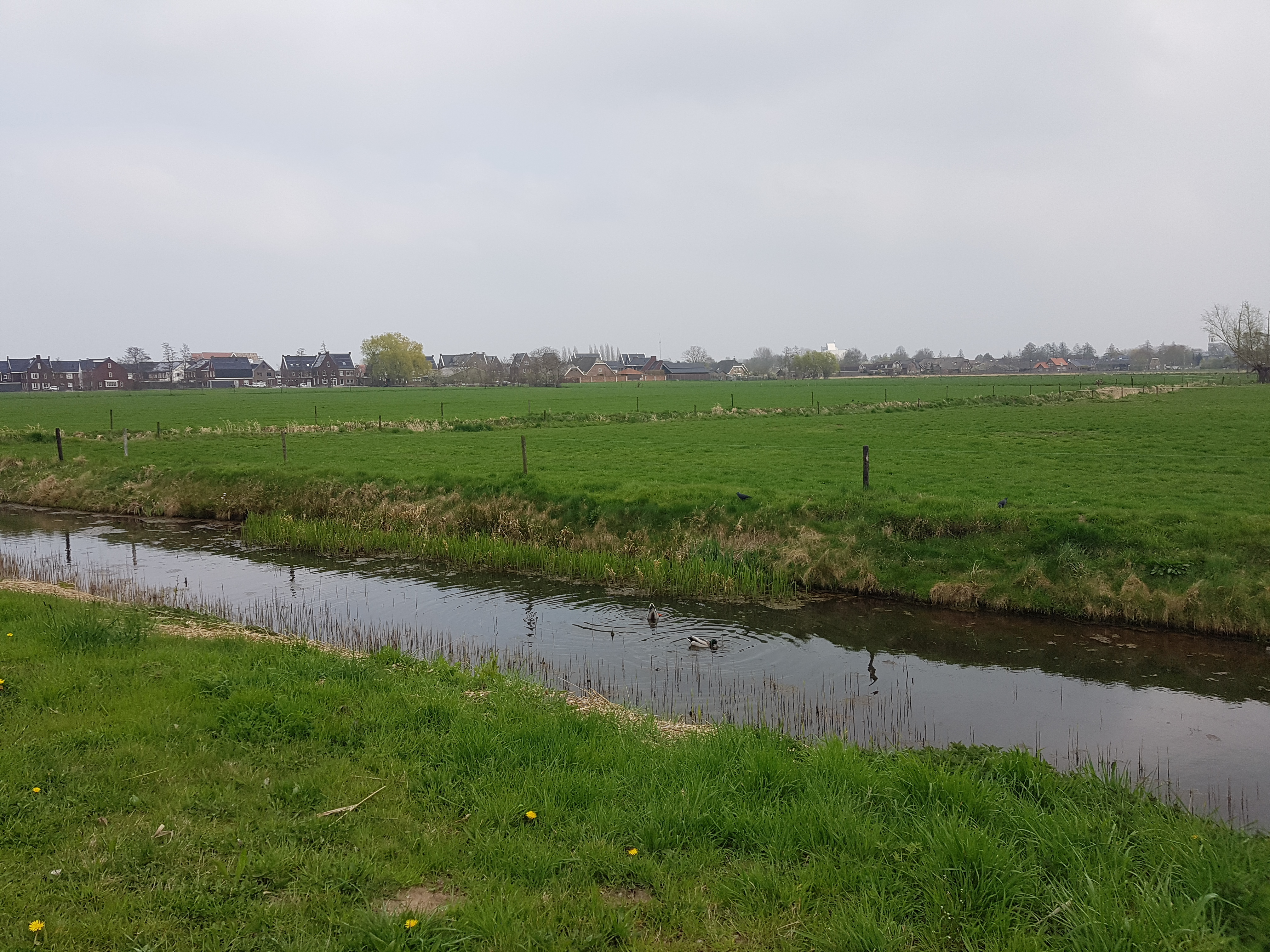
Situatie uit 2019, toen de wijk nog grotendeels gebouwd moest worden.

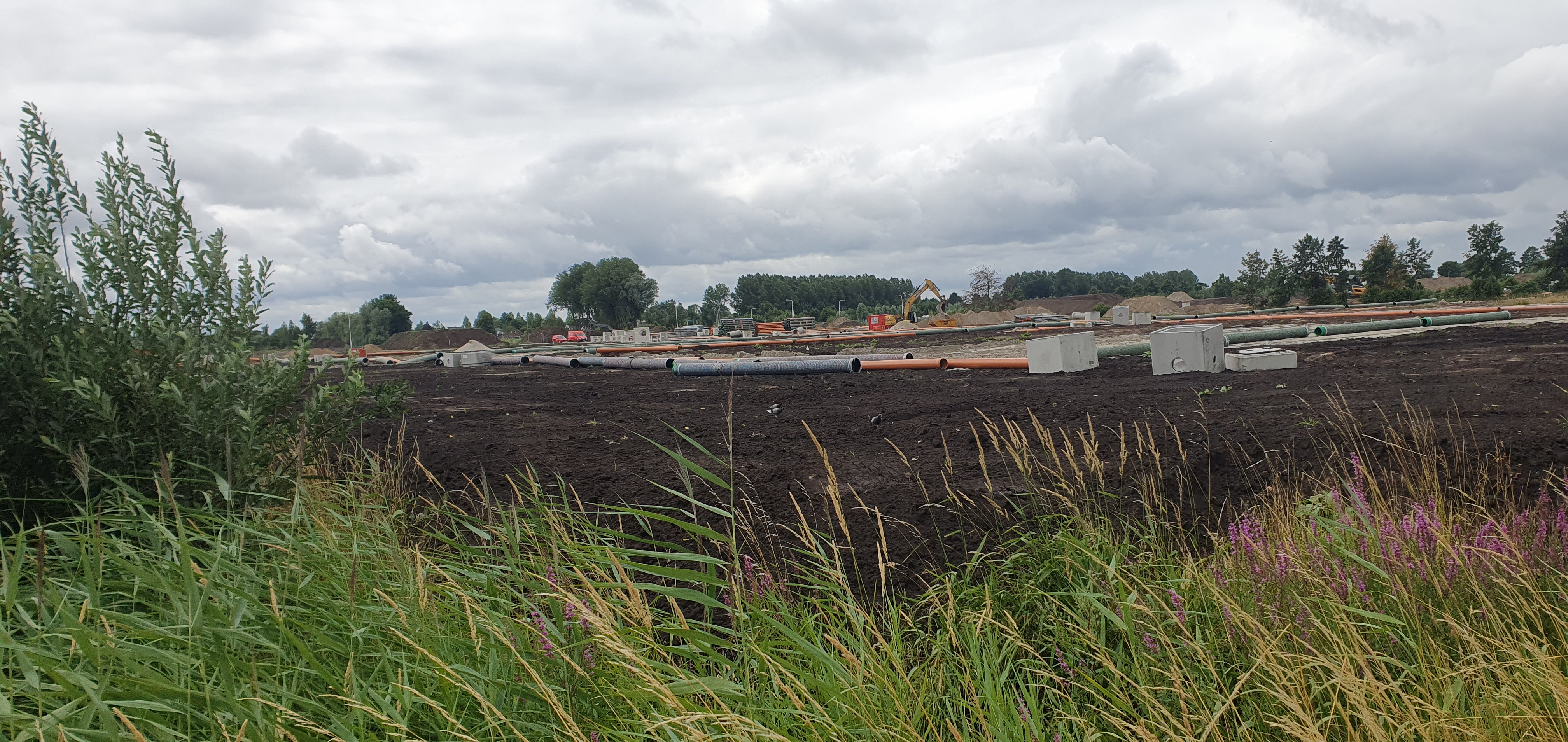
Foto uit 2025, Doornsteeg fase 3 in aanbouw.

Doornsteeg is een wijk in de stad Nijkerk in de Nederlandse provincie Gelderland. 
Het telt 2.225 inwoners op 1 januari 2024. Het gebied waar de wijk ligt bevindt zich tussen de wijken Schulpkamp, Groot Corlaer en Watergoor. Aan de westzijde van de wijk ligt de snelweg A28. Een groot deel van de wijk wordt omringd door de Arkemheenseweg en een kleiner deel door de van Middachtenstraat, Holkerweg en Bunschoterweg. De wijk is verdeeld in verschillende delen, zoals 'Groot Nyenbeeck', de 'Beektuinen', de 'Heerensteeg' en 'Mijn Stek'.

## Straatnamen
In maart 2019 werden de straatnamen bekendgemaakt die zullen worden gebruikt voor de huizen die in tweede fase worden gebouwd in de wijk. Het zijn straatnamen met landschapskenmerken (Grashof, Hooiland, Houtwal, etc.). Eerder werd al bekendgemaakt dat de straten voor de eerste fase namen van vruchten zullen dragen (Kers, Framboos, Aardbei, etc.).

## Aanleg wijk
Voor de bereikbaarheid van de wijk zijn er twee fietstunnels gebouwd die aansluiten op andere wijken en met name het centrum. Op 17 september 2018 is begonnen met de bouw van de tunnels. De 'De Ambachtstunnel' is de tunnel die loopt onder de Ambachtstraat en die komt uit bij de Watergoorweg. De tweede tunnel loopt onder de Arkemheenseweg. De opening van de eerste tunnel was in april 2019.
In totaal worden er in 2021 178 woningen gebouwd. Fase 3 zal het laatste deel zijn. In dit deel worden 700 huizen gebouwd en heeft een grootte van 27 hectare. Aan de westzijde van dit deel zal een geluidswal komen om hinder tegen te gaan van de snelweg dat ernaast ligt, de A28. In 2024 wordt er definitief groen licht gegeven voor de bouw van deze woningen.
Centrum · Schulpkamp · Rensselaer · Paasbos · Strijland · Beulekamp · Luxool · Hazeveld · Bruins Slotlaan · Corlaer · Groot Corlaer (Boerderijakkers · De Kamers) · De Bogen · De Terrassen · Doornsteeg · Het Spaanse Leger

Bedrijventerreinen:
Arkervaart · Watergoor · Spoorkamp · De Flier